# Román Ramos
Román Ramos Álvaro (ur. 6 stycznia 1991 w Santa María de Cayón) – hiszpański motocyklista.

## Kariera
Jako 9 latek, Ramos po raz pierwszy dosiadł motocykla minimoto, w swoim pierwszym starcie na tej maszynie od razu zwyciężył, potem uczestniczył też m.in. w mistrzostwach Copa Bancaja (dwa razy z rzędu 3. miejsce). 2005 i 2006 spędził w teamie Aspara, który wystawiał swoje motocykle w Mistrzostwach Hiszpanii CEV, tam spotkał takich zawodników, jak przyszły mistrz świata MotoGP, Marc Márquez czy późniejszy mistrz Moto2, Pol Espargaró.
Mając 16 lat, Ramos zdobył tytuł serii Ninja Cup, zaliczył także kategorię Supersport, a po niej przeszedł do kategorii Moto2 w Mistrzostwach Hiszpanii CEV, tam zdobył tytuł mistrza w 2013, wspólnie z teamem Stratos. Przygotowując się do obrony tytułu, niespodziewanie dostał propozycję od zespołu QMMF, którą bez zastanowienia przyjął, tak zaczęła się jego przygoda z MMŚ. W sezonie 2014 w żadnym z wyścigów nie zajął punktowanej pozycji, mimo iż je wszystkie ukończył.

### Statystyki
| Sezon | Klasa | Motocykl   | 1      | 2      | 3      | 4      | 5      | 6      | 7      | 8       | 9      | 10     | 11     | 12     | 13     | 14     | 15     | 16     | 17     | 18     | Poz | Pkt |
| ----- | ----- | ---------- | ------ | ------ | ------ | ------ | ------ | ------ | ------ | ------- | ------ | ------ | ------ | ------ | ------ | ------ | ------ | ------ | ------ | ------ | --- | --- |
| 2010  | Moto2 | MIR Racing | QAT    | SPA    | FRA    | ITA    | GBR    | NED    | CAT    | GER     | CZE    | IND    | RSM    | ARA 16 | JPN    | MAL    | AUS    | POR    | VAL 23 |        | NS  | 0   |
| 2011  | Moto2 | FTR        | QAT    | SPA    | POR    | FRA    | CAT    | GBR    | NED    | GER     | ITA    | IND    | CZE    | RSM    | ARA    | JPN    | MAL    | AUS    | VAL 26 |        | NS  | 0   |
| 2013  | Moto2 | Speed Up   | QAT    | AME    | SPA    | FRA    | ITA    | CAT    | NED    | GER Ret | IND    | CZE    | GBR    | RSM    |        |        |        |        |        |        | NS  | 0   |
| 2013  | Moto2 | Motobi     |        |        |        |        |        |        |        |         |        |        |        |        | ARA 20 | MAL    | AUS    | JPN    | VAL    |        | NS  | 0   |
| 2014  | Moto2 | Speed Up   | QAT 19 | AME 21 | ARG 22 | SPA 23 | FRA 23 | ITA 29 | CAT 17 | NED 19  | GER 23 | IND 19 | CZE 27 | GBR 26 | RSM 27 | ARA 18 | JPN 27 | AUS 23 | MAL 22 | VAL 25 | NC  | 0   |